# Stolac (gmina Višegrad)
Stolac (cyr. Столац) – wieś w Bośni i Hercegowinie, w Republice Serbskiej, w gminie Višegrad. W 2013 roku liczyła 2 mieszkańców.